# František Karel Hron
František Karel Hron (3. prosince 1874 Karlín – 31. března 1928 Praha-Nové Město) byl český malíř a lyžař. Je nazýván „malířem Krkonoš“ a byl prvním závodníkem v Českých zemích, který používal dvě lyžařské hole.

## Životopis
František Karel Hron se narodil 3. prosince 1874 v Karlíně do rodiny úředníka na Masarykově nádraží Josefa Hrona. Byl studentem pražské uměleckoprůmyslové školy, posléze se učil u Luďka Marolda a nakonec v letech 1897 až 1899 u řeka Gysise v Mnichově. V této době také začíná jezdit do Krkonoš a lyžovat. V roce 1900 získal státní stipendium k pobytu v Paříži a po roce se vrátil do Prahy. Ve stylu tehdejšího akademismu se věnoval figurální malbě a otevřel si portrétní ateliér ve Vodičkově ulici. V květnu 1902 se oženil s Annou Tauchmannovou z Jilemnice. Roku 1908 si pořídil roubenou chalupu na Benecku čp. 67 (tzv. "Hronov"), aby byl blíž svému druhému koníčku - lyžování. Na Benecku se začal věnovat krajinářství. Kromě sportu a malování se zapojil i do společenského života krkonošské české menšiny, a to takovou měrou, že jej Benečtí jmenovali roku 1913 čestným občanem obce.
Během první světové války byl odvelen na frontu, avšak je raněn do břicha a roku 1916 se vrací na Benecko. Sbíral předměty lidové tvořivosti, malovaný nábytek, hrníčky, obrázky, figurky atd. To vše vystavoval ve své chalupě. Také pravidelně vystavoval své obrazy (např. v Hradci Králové).
Hronova smrt byla nečekaná. Ještě v roce 1927 pracoval jako náčelník výstavního odboru při 40. výročí ČSK Praha. Na Benecku pobýval naposledy v únoru 1928 a o měsíc později mu v Praze bylo operováno slepé střevo. 31. března 1928 pak náhle zemřel ve Všeobecné fakultní nemocnici s diagnózou srdeční slabosti jako důsledku operace.

### Lyžařská kariéra
Hron tíhnul ke sportu již od mládí, kdy byl velmi úspěšný v kategorii dorostenců v lehké atletice. Od svých 19 let byl členem ČSK Praha a záhy se stal jedním z jejich nejlepších závodníků. Byl přítelem Hynka Bedrníka, mistra zemí Koruny České v běhu na 1000 m a člena ČKSS Jilemnice. Ve své první lyžařské sezóně (1895/96) získal dvě stříbrné medaile - v závodě o mistrovství Krkonoš na 10 km a ve sjezdu ze Žalého. 19. ledna 1896 vyhrál hlavní jízdu na Národních závodech veřejných o mistrovství Čech ve Stromovce.
Negativně na sebe upozornil během prvního mezinárodního závodu v Jilemnici roku 1897, kdy závod do Vrchu vyhrál v čase 5 minut a 4 vteřiny. Hrabě Harrach do závodu věnoval cenu pro vítěze, křišťálový pohár. Hron ovšem pohár nabídl v jednom z Jilemnických obchodů na prodej, čímž pohoršil jilemnickou společnost. Důvody jeho počínání nejsou doposud známé. Výbor ČKSS Jilemnice Hrona za toto jednání odsoudil, rozhodl, že nebude připuštěn na místní závody v budoucnu a nesmí být přijat za člena ČKSS Jilemnice.
V sezóně 1897/98 odjel s jilemnickým Josefem Višňákem na rakouské mistrovství na Semmering. Závod na 40 kilometrů vyhrál.

### Malířská kariéra
Původně F. K. Hron maloval portréty, avšak krajina Krkonoš jej učarovala a on začal malovat krajiny a případně lyžaře.
Typickým rysem maleb F. K. Hrona je používání jasných, nelomených barev. Používal téměř výhradně lokální barvu, výjimkou je např. vyjadřování různých odstínů sněhové pokrývky. Zeleň na jarních a letních obrazech je proto velmi sytá; vzdušná perspektiva nehraje takovou roli jako důraz na oddělení jednotlivých plánů, pro které Hron využíval stínů mraků, vrhaných na krajinu. Prostor potom neubíhá do dálky plynule, nýbrž spíše skokově, jako při řazení kulis. Přestože již ve dvacátých letech kritikové odhalili ve svých textech slabiny Hronových obrazů, byly tržně úspěšné.
Namaloval oponu pro benecké ochotníky, která se ztratila během druhé světové války. Je autorem obrazu Ježíš s kalichem a chlebem v kapli Božího těla v Jilemnici. Roku 1905 namaloval portrét básníka Jaroslava Vrchlického.

## Galerie

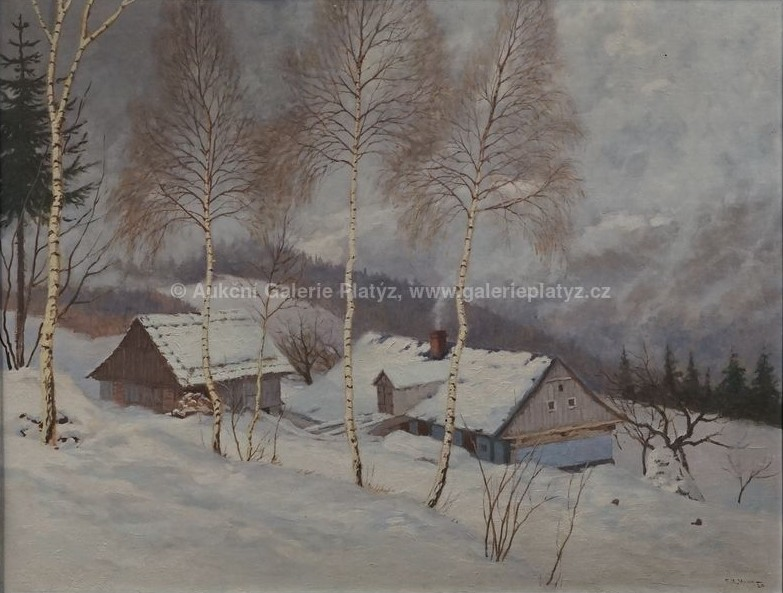
Krkonošská samota v zimě
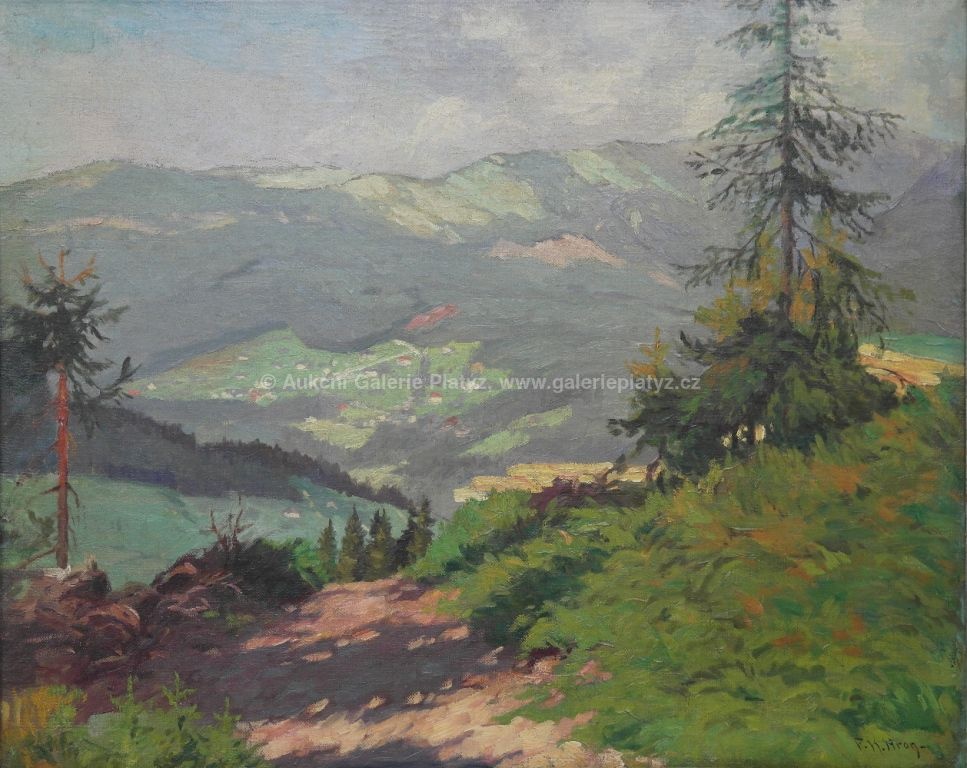
Kozí hřbety v Krkonoších
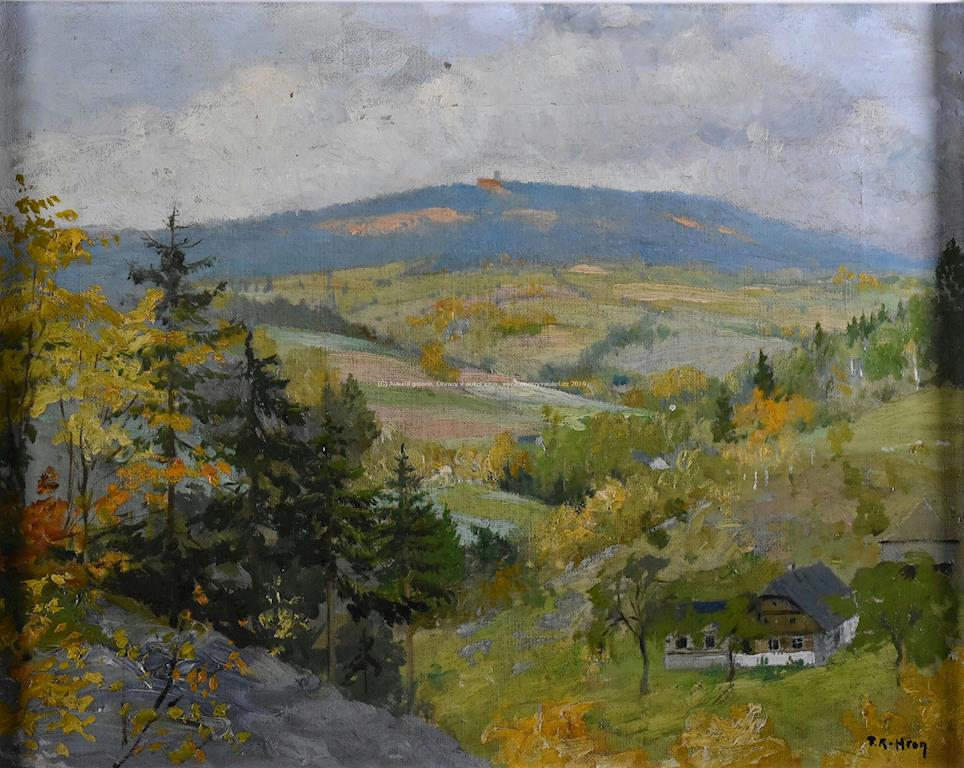
Horská krajina
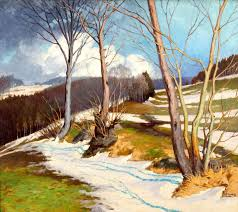
Benecko
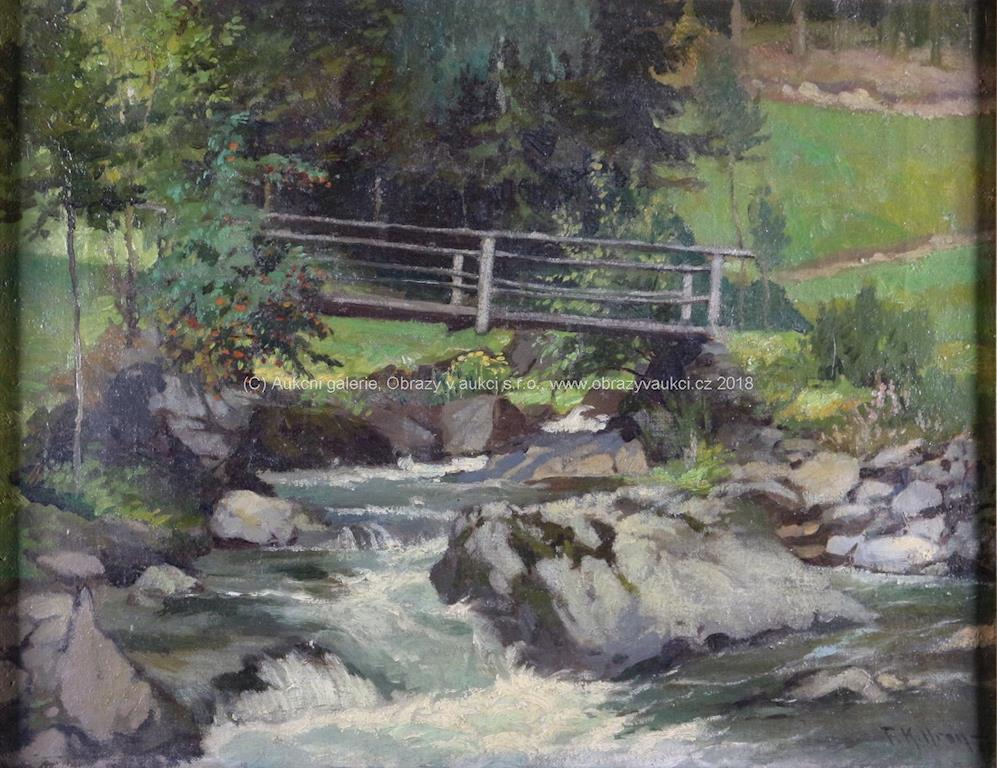
Říčka s můstkem
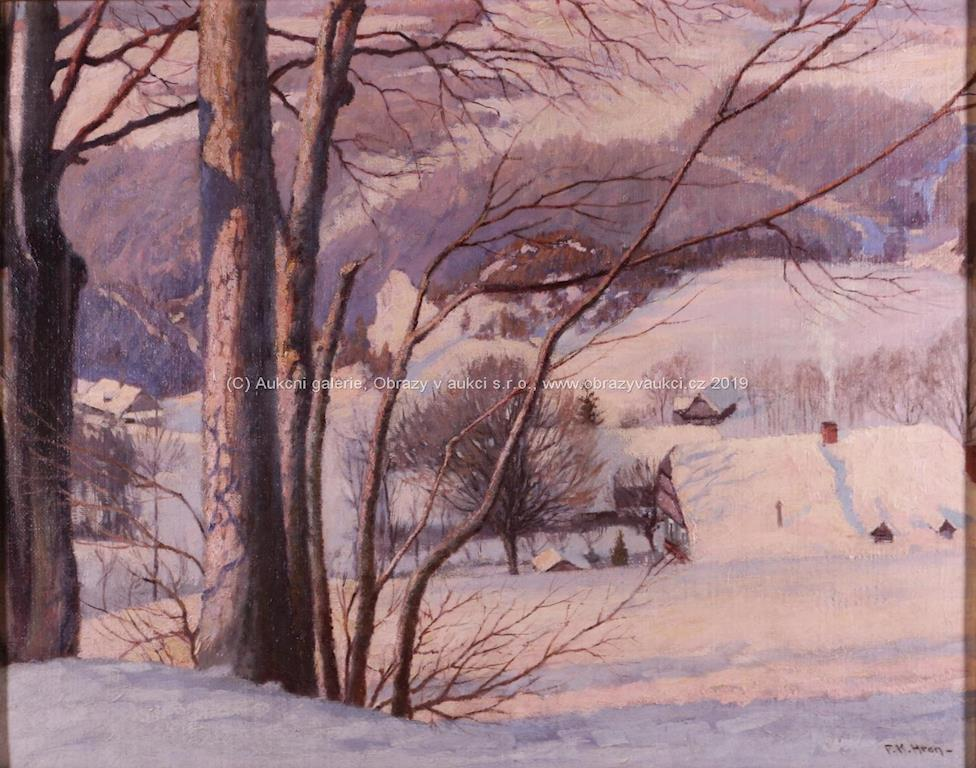
Zima v horách
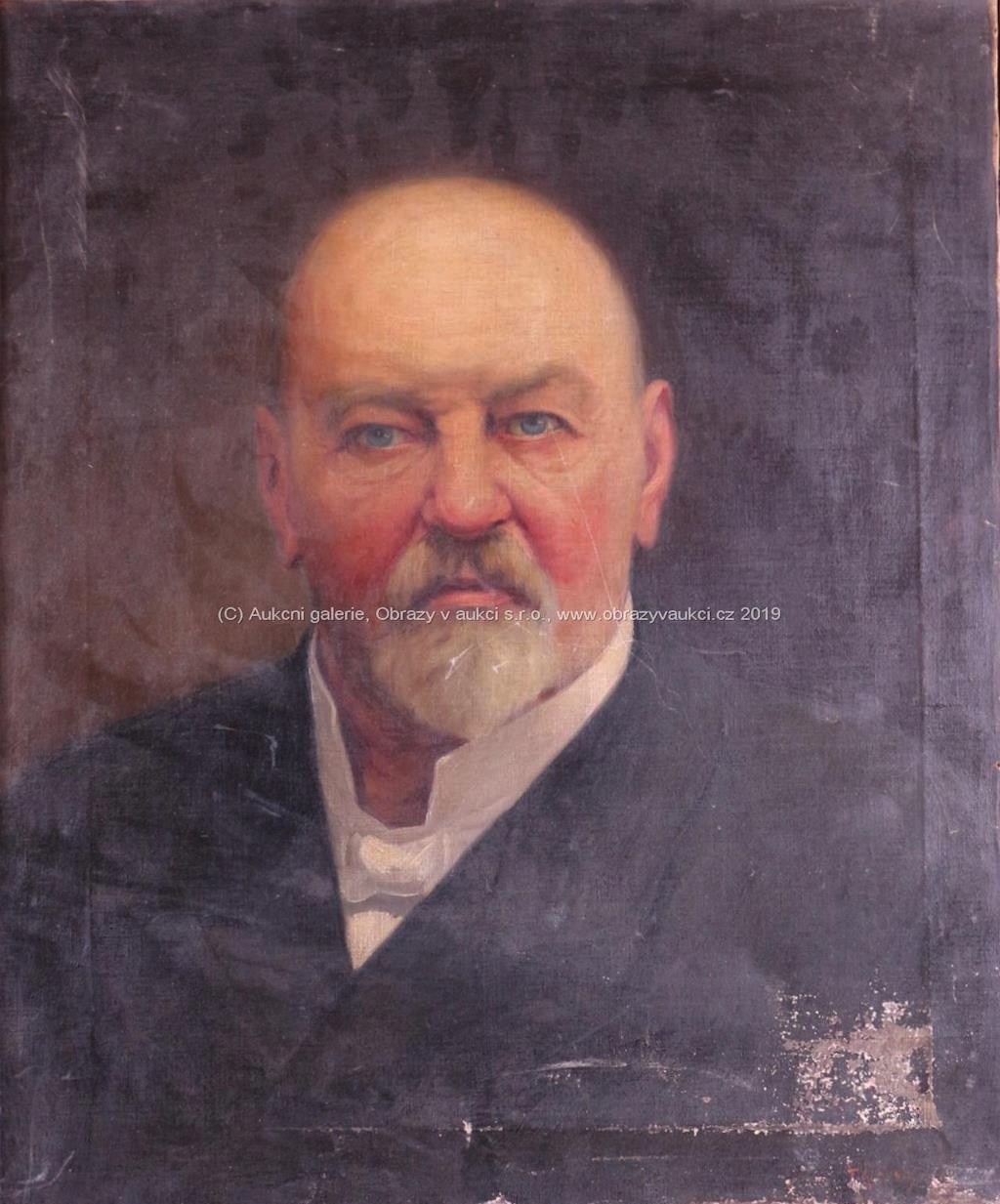
Portrét muže
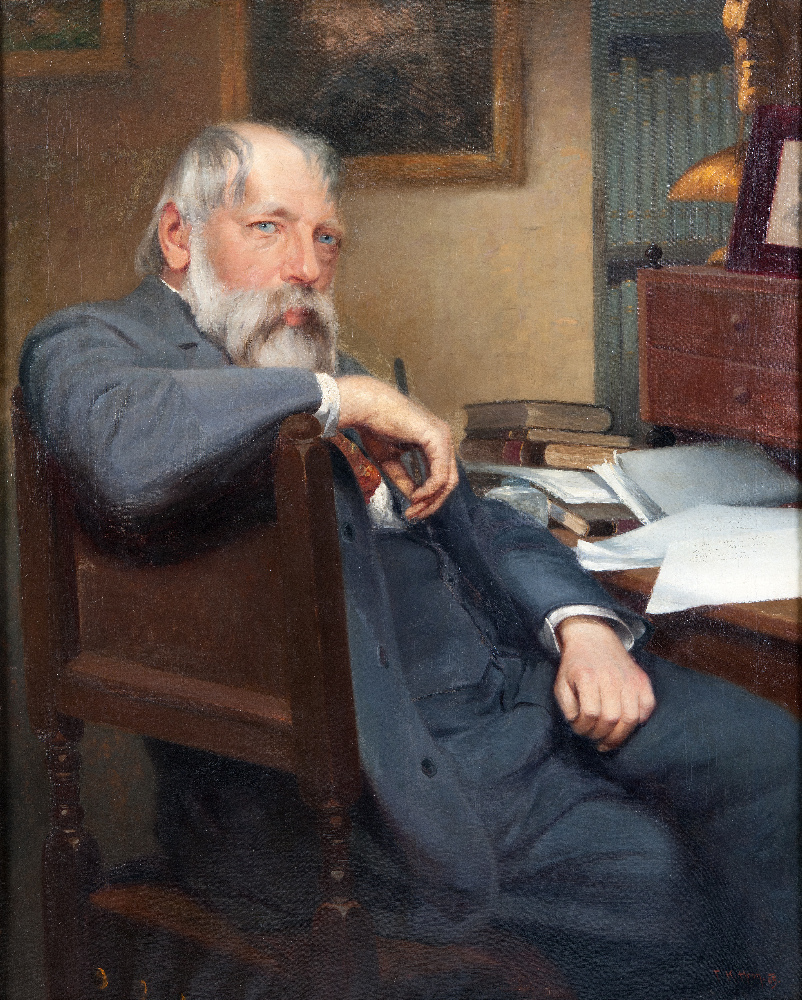
Jaroslav Vrchlický
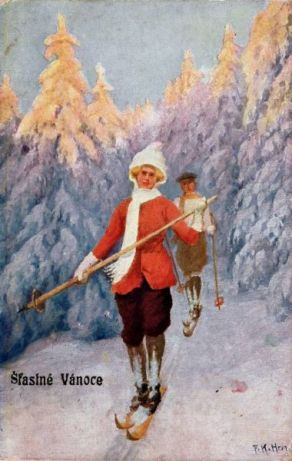
Dobová pohlednice „Šťastné Vánoce“ od Fr. K. Hrona